# Józef Szuniewicz
Józef Szuniewicz (ur. 10 czerwca 1928 w Łaputach, zm. 2 marca 2017 w Warszawie) – polski doktor nauk technicznych, inżynier melioracji wodnych, poseł na Sejm PRL VI kadencji.

## Życiorys
Syn Kazimierza (1891–1963) i Emilii z domu Kleczkowskiej (1889–1984), miał troje rodzeństwa (Janinę, Czesława i Zuzannę). Podczas II wojny światowej pracował w gospodarstwie rolnym w Dziadziuszkach na Wileńszczyźnie. W 1945 został wraz z rodziną wysiedlony do Krosna Odrzańskiego. Tam ukończył w 1947 gimnazjum. W 1949 został absolwentem Liceum Handlowego w Zielonej Górze. W 1954 ukończył studia na Wydziale Melioracji Wodnych Szkoły Głównej Gospodarstwa Wiejskiego w Warszawie i zatrudniony został w Instytucie Melioracji i Użytków Zielonych w Warszawie. W tym samym roku wstąpił do Stowarzyszenia Inżynierów i Techników Wodno-Melioracyjnych Naczelnej Organizacji Technicznej (od 2006 był tam członkiem koła seniorów). W 1958 przeniesiono go do pracy w Zakładzie Doświadczalnym Melioracji i Użytków Zielonych w Biebrzy, gdzie od 1960 był zastępcą dyrektora ds. naukowych oraz prowadził prace naukowo-badawcze dotyczące przyrodniczych podstaw melioracji gleb torfowych. W 1967 zdobył stopień doktora nauk technicznych na Wydziale Melioracji Wodnych SGGW. W 1969 został członkiem Komitetu Melioracji, Łąkarstwa i Torfoznawstwa Wydziału V Polskiej Akademii Nauk. Do Polskiej Zjednoczonej Partii Robotniczej wstąpił w 1970. Należał także do Polskiego Towarzystwa Gleboznawczego, w którym do 1972 przewodniczył Oddziałowi Białostockiemu. W latach 1975–1976 pełnił mandat posła na Sejm PRL po zmarłym Józefie Rodziku, zasiadając w Komisji Rolnictwa i Przemysłu Spożywczego. W 1980 został radnym Wojewódzkiej Rady Narodowej w Łomży. Wieloletni dyrektor naukowy Zakładu Doświadczalnego Instytutu Technologiczno-Przyrodniczego w Biebrzy. Autor 126 publikacji oraz opracowań naukowo-technicznych.
Został pochowany na cmentarzu prawosławnym w Warszawie.

## Odznaczenia
- Krzyż Oficerski Orderu Odrodzenia Polski (2004)[8][1]
- Krzyż Kawalerski Orderu Odrodzenia Polski[1]
- Srebrny Krzyż Zasługi (1969)
- Medal 30-lecia Polski Ludowej
- Złota Odznaka „Racjonalizator Produkcji”[1]
- Złota i Srebrna Odznaka Stowarzyszenia Inżynierów i Techników Wodno-Melioracyjnych[1]